# Andreas R. Ziegler
Andreas R. Ziegler (* 23. September 1967 in Uster, Schweiz) ist ein Schweizer Forscher und Professor, spezialisiert auf schweizerisches öffentliches Recht, europäisches und internationales Recht. Er hat seit 2004 einen Lehrstuhl für Völkerrecht an der Fakultät für Rechtswissenschaften, Kriminalwissenschaften und Verwaltungswissenschaften der Universität Lausanne inne und ist der Direktor des LLM-Programms im internationalen Handelsrecht (Master of Advanced Studies).

## Leben
Er wuchs in Uster (ZH) auf und besuchte die Mittelschule Zürcher Oberland (Filiale Glattal) in Dübendorf in der Nähe von Zürich.
Er studierte Wirtschaftswissenschaften, internationale Beziehungen und Rechtswissenschaften an der Universität St. Gallen (lic.rer. publ. 1992, lic. iur. 1995), der Diplomatenschule von Spanien (Madrid), SciencesPo (Paris, Frankreich), am Europäischen Hochschulinstitut in Florenz, Italien (LL.M, 1993, Magisterarbeit betreut von Christian Joerges und Francis Snyder), an der University of Oxford und an der University of London (SOAS).
Nach seiner Promotion in St. Gallen im Jahr 1995 bei Ernst-Ulrich Petersmann absolvierte er ein Post-Doc-Studium (Heinrich-Kronstein-Fellow) am Georgetown University Law Center (Washington DC, USA, Zusammenarbeit mit Edith Brown Weiss), an der Universität von New South Wales (UNSW) in Sydney (Australien) und am Max-Planck-Institut für ausländisches öffentliches Recht und Völkerrecht in Heidelberg (Deutschland) auf Einladung von Rüdiger Wolfrum.
Er wurde 2004 an der Universität St. Gallen in einem von Rainer J. Schweizer betreuten Verfahren habilitiert.
Er erwarb das das Diplom der Akademie für Europarecht am Europäischen Hochschulinstitut (EUI) in Florenz (1993), das Diplom im humanitären Völkerrecht des Internationalen Komitees vom Roten Kreuz (IKRK) (1994) und das Diplom der Haager Akademie für Völkerrecht (1996).

## Beruflicher Werdegang
Er war während mehrerer Jahre Beamter in verschiedenen Ämtern der Schweizer Bundesverwaltung in Bern (u. a. Stagiaire in der Direktion für Völkerrecht im Eidgenössischen Departements für Auswärtige Angelegenheiten (EDA), Chef des Dienstes für internationales und europäisches Wirtschaftsrecht im Staatssekretariat für Wirtschaft (seco) im Eidgenössisches Departement für Wirtschaft, Bildung und Forschung (WBF, zuvor EVD)) sowie im EFTA-Sekretariat in Genf und als "National Expert" bei der Europäischen Kommission in Brüssel.
2001 wurde er zum außerordentlichen und 2004 zum ordentlichen Professor für Völkerrecht an der Universität Lausanne ernannt. An der Universität Lausanne war er von 2006 bis 2010 Vizedekan der Fakultät für Rechtswissenschaften, Kriminalwissenschaften und Verwaltung (FDCA) und leitet seit 2002 ein Postgraduiertenprogramm (MAS/LLM) im Internationalen Wirtschaftsrecht. Seit dem 1. Januar 2023 ist er Direktor des Zentrums für vergleichendes, europäisches und internationales Recht (CDCEI) an der Universität Lausanne, welches 1963 von Otto Riese gegründet worden war.
In der Schweizer Armee absolvierte er seine Grundausbildungen bis zum Leutnant in den Sanitätstruppen und wirkte anschliessend als Angehöriger der Militärjustiz im Stab des Oberauditorats als Experte für humanitäres Völkerrecht und die Zusammenarbeit mit den internationalen Strafgerichten, bis er im Range eines Oberstleutnants altershalber aus der Militärdienstpflicht entlassen wurde. Ausserdem betreut er das zweisprachige Masterprogramm mit der Universität Zürich und die Vertiefung "Internationales und vergleichendes Recht" auf Masterstufe.
Er unterrichtet als ständiger Gastprofessor am Europainstitut der Universität des Saarlandes (Saarbrücken, Deutschland), der Universität St. Gallen und der Eidgenössischen Technischen Hochschule (ETH) in Zürich, an der an der Autonomen Universität Barcelona (UAB), an der Libera Università Internazionale degli Studi Sociali in Rom, am Trade Policy Training Centre in Africa (ESAMI-trapca) in Arusha (Tansania) und im Menschenrechtsprogramm der Universität Wien. Seit 2025 ist der Koordinator des Sommerkurses zum Recht der sexuellen Orientierung und der Geschlechteridentität am Grotius Institut der Universität Leiden.
Er hatte zudem zahlreiche Gastprofessuren inne, u. a. als assoziierter Professor an der Universität Insubrien (2023), der Universität Laval (2022–2025), der Akademie für humanitäres Völkerrecht und Menschenrechte in Genf (2021), an der Universität Leiden (2018/19), der Venice International University (VIU) und der Universität Venedig (2016), an der Universität Basel, der Universität Grenoble, der Technischen Universität Tallinn (2014), der Universität Siena, der Freien Universität Berlin, 2013 und 2021 an der Universität Zypern, dem Stetson College of Law (Gulfport FL, USA), der Universität von Paris (Panthéon-Assas, Paris II, Institut des hautes études internationales - IHEI), 2011 der Universidade Federal da Paraiba (UFPB) und der State University of Paraiba in Joao Pessoa (Brazil), 2011 University of California at Davis (USA), 2010–12 University of Technology (UTS) Law School (Sydney, Australia), 2009–15 Summer Programmes of the LLM Programme of UNIL with US partner universities (Widener University, Stetson College of Law etc.), 2009 und 2011 11 Universität Freiburg i.Ue., 2008–10 World Trade Institute, Universität Bern, 2002-2010 Universität Lyon III - Jean Moulin, 2008 Universität Lund (Schweden), 2008 Universität Vilnius (Litauen), 2008 und 2013 Ludwig-Maximilians-Universität München, 2007-2018 MBA-Programme der HWV Chur (Fachhochschule Graubünden), 2007 Yeditepe-Universität (Istanbul, Türkei), 2005–14 Tim Fisher Centre for Global Trade and Finance at Bond University (Gold Coast, Queensland, Australien), 2005-7 Università Commerciale Luigi Bocconi (Mailand, Italien), 2005 Jordan Institute for Diplomacy (Amman, Jordanien), 1999-2013 Berner Fachhochschule, Departement Wirtschaft, 1998 und 2009 Law School of the Universität Pittsburgh (USA), an der Law School der University of New South Wales (UNSW), Sydney, Australien (seit 1998), 1996 Chicago-Kent College of Law, Illinois Institute of Technology (Chicago, USA).

## Mitgliedschaften
Er ist seit 2005 Präsident der Schweizer Sektion der International Law Association (ILA Suisse).
Seit 2021 ist er auch Präsident der Schweizerischen Vereinigung für internationales Recht (SVIR) und damit zugleich deren Vertreter in der Schweizerischen Akademie der Geistes- und Sozialwissenschaften (SAGW).
Er ist Mitglied des Vorstandes der Schweizer Sektion der European Community Studies Association (ECSA), Mitglied des Rates der Deutschen Gesellschaft für Internationales Recht (DGIR), im Wissenschaftlichen Ausschuss der Schweizerischen Vereinigung für Europarecht (ASDE) und der Society of International Economic Law (SIEL).
Er vertritt die Universität Lausanne in der European Law Faculties Association (ELFA); seit 2014 ist er deren Vizepräsident und von 2022 bis 2023 präsidierte er sie.

## Forschung und Beratung
Seine Forschungsschwerpunkte liegen in der schweizerischen Praxis zum Völkerrecht, im Verhältnis Schweiz-EU, und speziell auf dem Gebiet des internationalen Handels und des Investitionsrechts.
Daneben hat er ein grosses Interesse an Fragen der juristischen Ausbildung (speziell der Integration internationaler Aspekte) und an juristischen Fragen der sexuellen Orientierung und der Geschlechteridentität (LGBTI). Er ist Schweizer Mitglied der European Commission for Sexual Orientation Law (ECSOL).
In all diesen Bereichen berät er auch regelmässig die schweizerische Bundesversammlung und die Bundesverwaltung. Er hat Klienten in Schiedsverfahren und vor dem Europäischen Gerichtshof für Menschenrechte vertreten und war zeitweise Of Counsel in grossen Anwaltskanzleien in Zürich. Er wird auf der Liste der Streitschlichtungsexperten der Welthandelsorganisation (WTO) geführt und war von 2008 bis 2020 von der Schweiz ernanntes Mitglied der offiziellen Schiedsrichterliste des Internationales Zentrum zur Beilegung von Investitionsstreitigkeiten (ICSID; Washington, DC).
Er ist Herausgeber des European Yearbook of International Economic Law (EYIEL) bei und der dazugehörigen Serien bei Springer Science+Business Media, der Global Trade Law Series bei Wolters Kluwer, der Studien zum internationalen Investitionsrecht beim Nomos Verlag und der Serie International and Comparative Business Law and Public Policy bei Brill.

## Preise und Auszeichnungen
- 2022 Honorary Fellow of the VUB (Freie Universität Brüssel, Belgien)
- 2019-22 VUB Law and Criminology Fellow (Freie Universität Brüssel, Belgien)
- 2016 Medalha Cunha Pedrosa of the Tribunal de Contas do Estado da Paraíba (Brasilien)
- 1996 LATSIS-Preis (für Dissertation)
- 1995 Heinrich-Kronstein-Stiftungsstipendium
- 1992 Sir Winston Churchill-Scholarship des British Council (ausgeschlagen)

## Publikationen
- Trade and Environmental Law in the European Community. Clarendon Press, Oxford 1996, ISBN 0-19-826246-9.
- L’OMC après Cancun (The WTO after Cancun), Cahier à thème de la Revue Internationale de Droit Economique, no. 3, 2004 (Hrsg.).
- International Economic Law. Thomson - Sweet & Maxwell, 4th edition, London 2019, ISBN 978-0-414-06610-6 (mit Asif Qureshi).
- Towards Better BITs? - Making International Investment Law Responsive to Sustainable Development Objectives. Special Issue of the Journal of World of Investment & Trade, vol. 15, no. 5-6, 2014, S. 795–964. (Hrsg.).
- Internationales, nationales und privates Recht: Hybridisierung der Rechtsordnungen – Immunität. Berichte der Deutschen Gesellschaft für Internationales Recht (DGIR), Band 46. C.F. Mueller, Heidelberg 2014, ISBN 978-3-8114-3937-5. (hrsg. mit Andreas Paulus/Nina Dethloff/Thomas Giegerich/Ingeborg Schwenzer/Heike Krieger/Sefan Talmon/Haimo Schack).
- Schweizerische Rechtsprechung in völkerrechtlichen Fragen – Leiturteile des Schweizerischen Bundesgerichts zum internationalen Recht. Public International Law before Swiss Courts – Leading Cases. Dike Verlag, Zurich 2015, ISBN 978-3-03751-714-7.